# Sukasetia (Cisayong)
Sukasetia is een bestuurslaag in het regentschap Tasikmalaya van de provincie West-Java, Indonesië. Sukasetia telt 5142 inwoners (volkstelling 2010).